# Агата (тропический шторм)

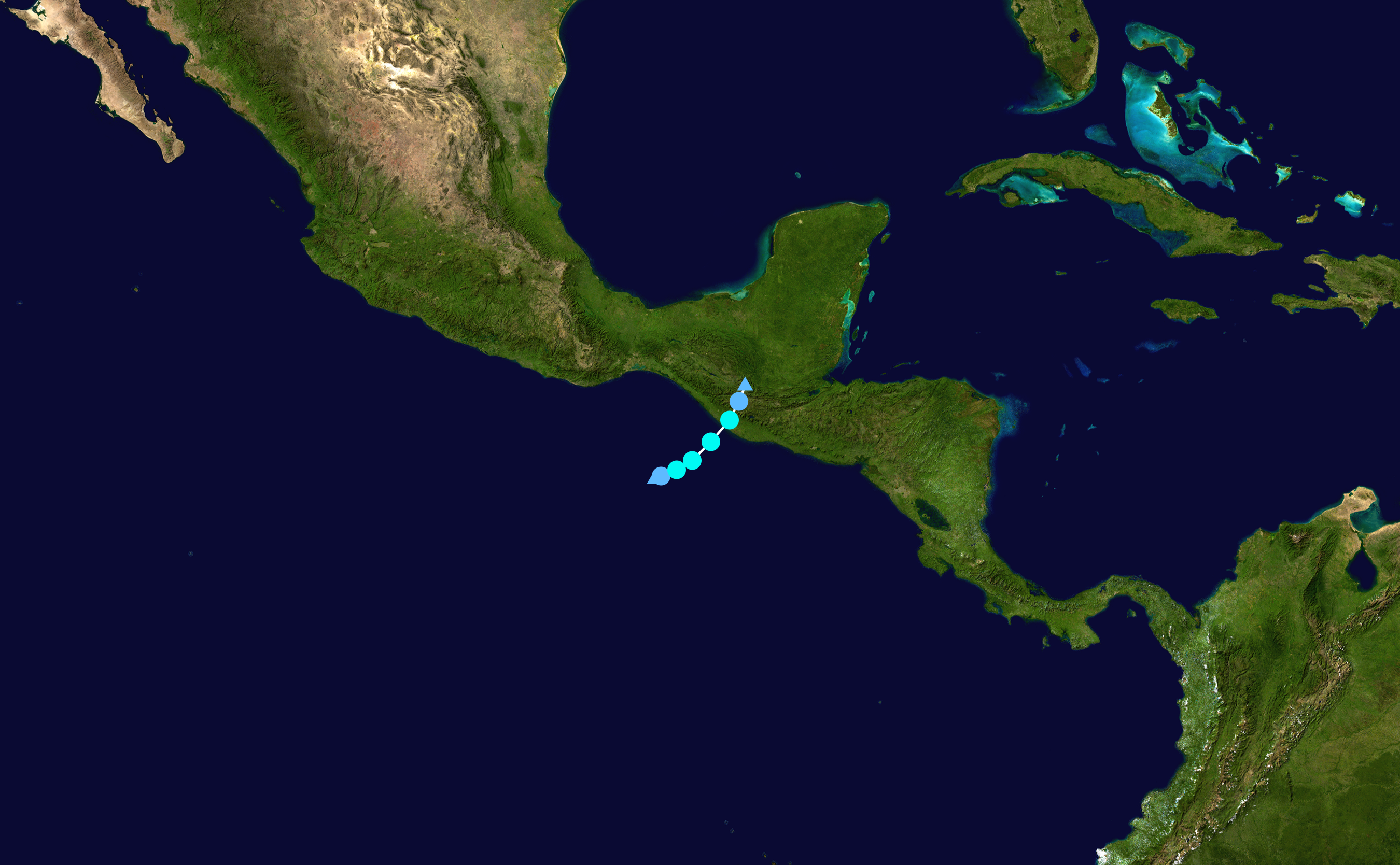
Траектория движения тропического шторма «Агата»

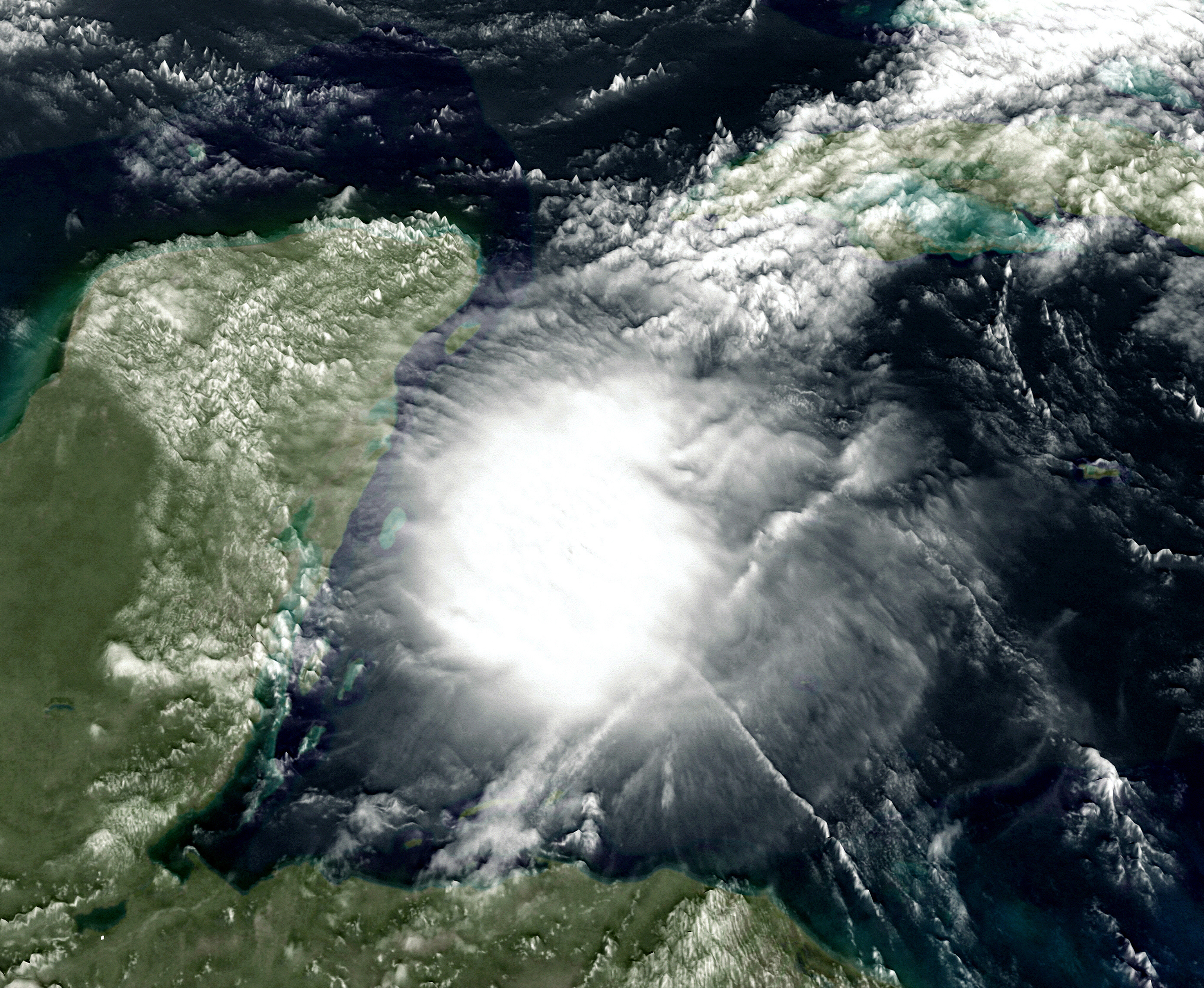
Спутниковый снимок внетропической стадии шторма «Агата» в западной части Карибского моря, 1 июня 2010 года

Тропический шторм «Агата» (англ. Tropical Storm Agatha) — первый тропический циклон и первый тропический шторм сезона тихоокеанских ураганов 2010 года, вызвавший масштабные наводнения на большей части территории Центральной Америки. Занимает шестое место в списке самых смертоносных циклонов бассейна восточной части Тихого океана после урагана Паулина 1997 года.
Образовавшись в экваториальном поясе, циклон перешёл в стадию тропической депрессии 29 мая 2010 года и расформировался к концу следующих суток, достигнув максимального показателя постоянной скорости ветра в 75 км/ч и минимальной отметки атмосферного давления в 750,06 мм рт. ст., что соответствует уровню тропического шторма по шкале классификации ураганов Саффира — Симпсона.
Контакт с сушей тропического шторма «Агата» произошёл вечером 29 мая вблизи государственной границы между Мексикой и Гватемалой. Шторм прошёлся сильными дождями по всем странам Центральной Америки, в результате чего от образовавшихся наводнений и оползней по предварительным данным погибло 198 человек и ещё 119 — пропали без вести.

## Метеорологическая история
| Место                                     | Ураган     | Сезон | Погибших   |
| 1                                         | "Мексика"  | 1959  | более 1800 |
| 2                                         | Пол        | 1982  | 1424       |
| 3                                         | Лиза       | 1976  | 630—990    |
| 4                                         | Тара       | 1961  | 436—500    |
| 5                                         | Паулина    | 1997  | 230—400    |
| 6                                         | Агата      | 2010  | 198        |
| 7                                         | Тико       | 1983  | 135        |
| 8                                         | Исмаил     | 1995  | 116        |
| 9                                         | "Масатлан" | 1943  | 100        |
| 9                                         | Лидия      | 1981  | 100        |
| см. статью: Список тихоокеанских ураганов |            |       |            |

24 мая 2010 года в районе сильной грозовой активности у западного побережья Коста-Рики образовалась область низкого давления, имевшая форму ложбины, вытянутой в сторону южной части Карибского моря. В течение суток атмосферное образование смещалось в северо-западном направлении в благоприятствующей для его дальнейшего развития территории тёплых вод. 25 мая в области низкого давления была зафиксирована организация слабого центра атмосферных возмущений, на основании чего специалистами Национального центра прогнозирования ураганов США была выпущена метеосводка, указывающая на высокую степень вероятности развития области низкого давления в зону тропической депрессии. 26 мая воздушные потоки атмосферного образования на короткое время выродились в дезорганизованные конвекции, сама ложбина циклона стала растягиваться в направлении движения. К концу суток 26 мая циклон снова приобрёл единый центр низкого давления и продолжил своё усиление, не имея при этом чётко выраженного центра обращения воздушных масс. К началу суток 27 мая Национальный центр прогнозирования ураганов США присвоил циклону статус Тропической депрессии 1-E, которая в этот момент находилась в 475 километрах к западу от Сан-Сальвадора.
Двигаясь в благоприятствующих для дальнейшего усиления погодных условиях (незначительные сдвиги ветра, высокая влажность и температура поверхности морской воды около 30 градусов по шкале Цельсия), тропическая депрессия медленно смещалась на северо-восток, пока к началу суток 29 мая не коснулась своим краем западной части Южной Америки. Спустя несколько часов орбитальные спутники зарегистрировали усиление ветра в циклоне до штормового уровня, на основании чего специалисты Национального центра прогнозирования ураганов США перевели тропическую депрессию в разряд тропического шторма с присвоением первого в сезоне тихоокеанских ураганов 2010 года имени Агата. Метеорологи также отметили 40%-ную вероятность того, что в течение следующих 24 часов шторм может усилиться до ураганной мощи и единственным сдерживающим фактором может послужить близость шторма к суше. Агата достигла своих пиковых показателей в скорости ветра 75 км/ч и минимальном атмосферном давлении в 750,06 миллиметров ртутного столба к концу суток 29 мая. Спустя два часа вектор движения шторма неожиданно изменился с северо-восточного направления на северное и ещё спустя час Тропический шторм Агата обрушился на сушу вблизи государственной границы между Мексикой и Гватемалой.

## Подготовка
Находясь в стадии развития тропической депрессии в течение нескольких суток, атмосферное образование породило проливные дожди по побережью Тихого океана от Никарагуа до залива Теуантепек в Мексике, что привело к высокой вероятности возникновения массовых оползней и наводнений.
После перехода депрессии в фазу тропического шторма правительства Сальвадора и Гватемалы выпустили штормовые предупреждения для всей территории обеих стран. Синоптики прогнозировали уровень выпадения осадков от 250 до 500 миллиметров и наводнение, более серьёзное по своим масштабам в сравнении с прошедшим неделю назад паводком, унёсшим жизни девяти человек. Из-за угрозы наводнения в Сальвадоре и Никарагуа было объявлено штормовое предупреждение жёлтой степени опасности и эвакуировано более двух тысяч человек.

## Вторжение

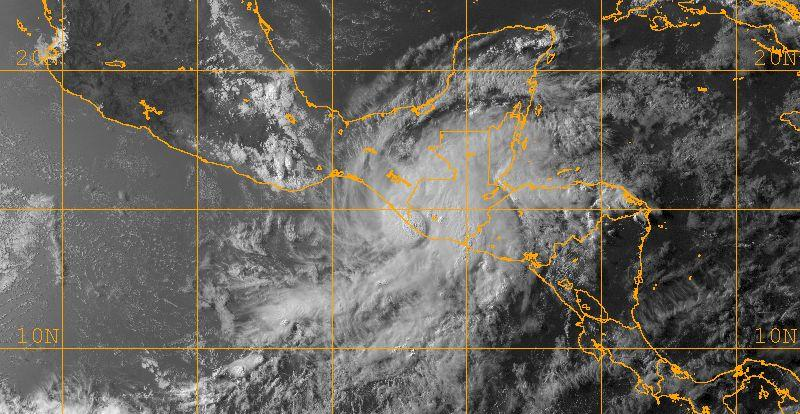
Тропический шторм Агата выходит на сушу в районе границы между Мексикой и Гватемалой. Снимок с орбиты 29 мая 2010 года

| Страна    | Погибло | Пропало | Ущерб (долл. США) |
| Сальвадор | 12      | 2       | 112,1 млн         |
| Гватемала | 165     | 113     | 1000,0            |
| Гондурас  | 20      | 4       | 530               |
| Мексика   | 0       | 0       | минимальный       |
| Никарагуа | 1       | 0       | неизвестно        |
| Всего     | 198     | 119     | ~1,64 млрд        |

### Никарагуа
Ещё до перехода в фазу тропической депрессии циклон обрушил ливневые дожди на территории Никарагуа, вызвав резкое повышение уровня воды в реках и унеся жизнь одного человека. По всей стране паводками было разрушено множество домой и мостов. В департаменте Эстели силами ВВС Никарагуа пришлось спасать 24 человека, которые оказались заблокированными в собственных жилищах.

### Гватемала
27 мая, за два дня до прихода тропического шторма в 40 километрах к югу от столицы Гватемалы началось извержение вулкана Пакайя, унёсшее жизнь одного человека и заставившего эвакуироваться с опасной территории более двух тысяч жителей. В связи с извержением вулкана был временно закрыт главный международный аэропорт страны. По прогнозам специалистов обильные дожди от подходящего Тропического шторма Агата могли серьёзно осложнить ситуацию, вызвав крупные селевые потоки и лахары в районе извержения, однако, фактически и по словам работников кофейных плантаций выпавшие осадки пошли на пользу сельскому хозяйству страны, удалив с растений частицы вулканического пепла. По данным метеорологических служб Гватемалы к вечеру 29 мая уровень выпавших осадков составил 360 миллиметров. Тем не менее, в южных районах страны дожди спровоцировали оползни, что существенно затруднило движения на автомобильных трассах.
В муниципалитете Альмолонга департамента Кесальтенанго селевой поток уничтожил частный дом с четырьмя людьми. В общей сложности Тропический шторм Агата унёс в Гватемале 120 жизней и ещё 62 человека числятся пропавшими без вести. Во второй половине суток 29 мая в связи с ухудшением ситуации в стране правительство ввело режим чрезвычайного положения, предполагая, что прохождение тропического шторма окажется более разрушительным в сравнении с ураганом Митч и Ураганом Стэн, свирепствовавшими на территории страны в 1998 и 2005 годах соответственно.
По правительственным данным Тропическим штормом Агата в Гватемале полностью разрушено 3500 жилых домов, более 112 тысяч человек были эвакуированы в безопасные места и по меньшей мере 20 тысяч жителей страны остались без крыши над головой. В некоторых районах страны зарегистрированы осадки в 910 миллиметров, что явилось абсолютным максимумом за последние 60 лет.